# Wartislawstein
Der Wartislawstein ist ein behauener Bildstein bei Grüttow (Gemeinde Stolpe an der Peene im Landkreis Vorpommern-Greifswald).

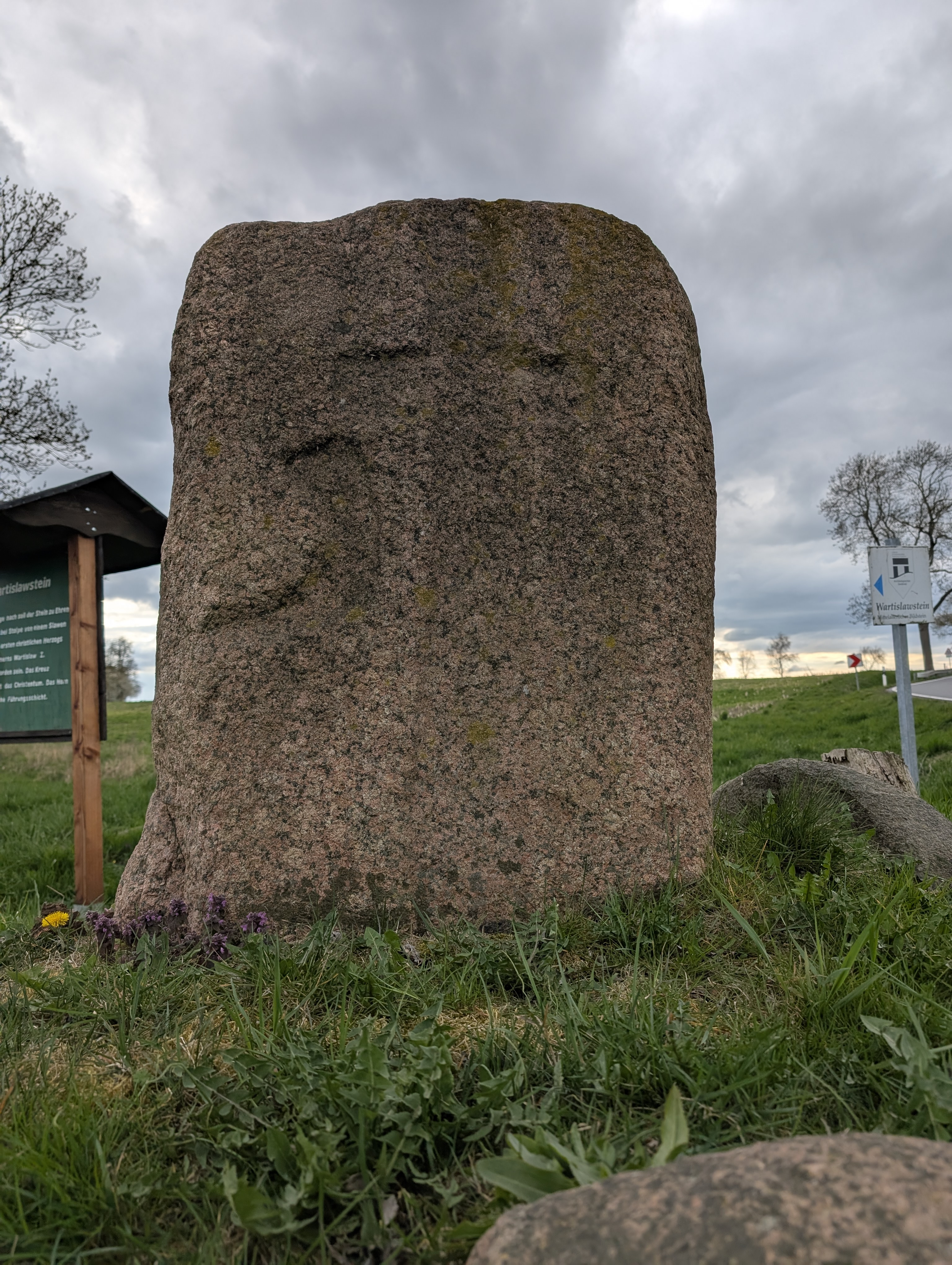
Vorderansicht des Wartislawsteins mit Kreuz und Horn (2025)

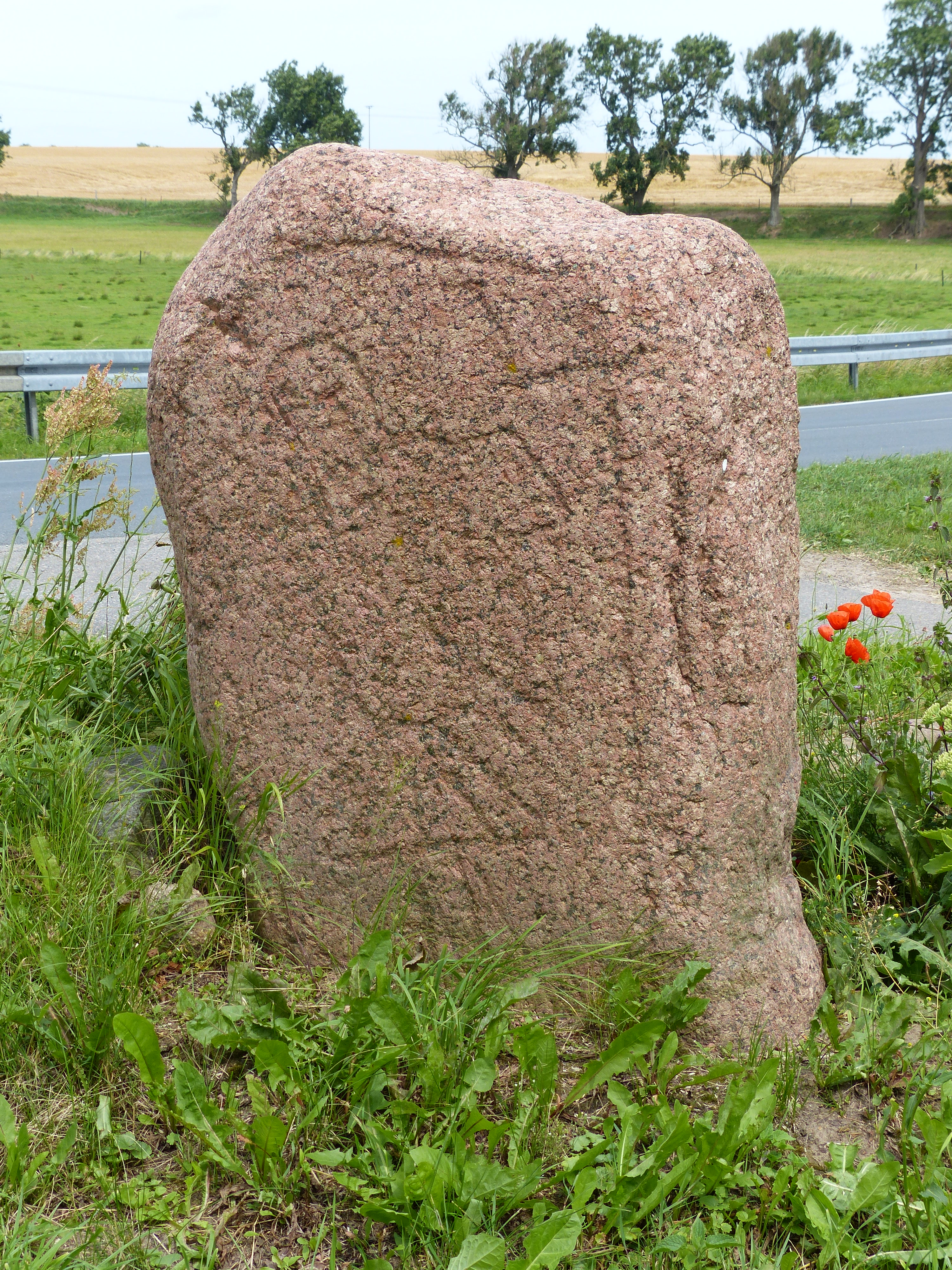
Rückseite des Wartislawsteins mit Figur (2025)

## Geschichte
Er ist eines der ältesten historische Denkmale Pommerns und zugleich eines der ersten Steindenkmale aus seiner Zeit. Die ähnlichen slawischen Bildsteine, wie zum Beispiel in Altenkirchen, Bergen und Wolgast, sind später in den Kirchen vermauert worden.
Der slawische Bildstein erinnert gemäß der örtlichen Sagenwelt an die Ermordung des ersten christlichen Fürsten Pommerns, Wartislaw I., auch genannt Wartislaw der Bekenner, durch einen heidnischen, wendischen Edelmann. Den Stein soll Wartislaws Bruder Ratibor aufgestellt haben, der für den toten Wartislaw auch die später so genannte Wartislaw-Kirche in Stolpe erbauen ließ und im Andenken an seinen Bruder auch 1153 das Kloster Stolpe als erstes in Pommern stiftete, die dortigen Baureste sind die ältesten Steinbauten Pommerns.
Eine andere Deutung des Steines sieht in ihm einen Grenzstein zwischen dem Kloster und dem adligen Grundbesitz.
Der archäologische Corpus II (Berlin 1979), Nr. 49/63. 1999 besagt: „Alter Grenzstein zwischen Kloster- und Herzogsbesitz, sogenannter Wartislawstein. Mit der Ermordung Wartislaws, wie man lange glaubte, hatte er nichts zu tun, sondern allem Anschein nach war er ein Grenzstein zwischen den Besitzungen des Klosters und des Herzogs, wobei das Kloster durch ein Kreuz, der herzögliche Besitz durch ein Horn bezeichnet wird.“
Ein Gutachten des Archäologischen Landesmuseum und Landesamt für Bodendenkmalpflege Mecklenburg-Vorpommern besagt: „Die stilistische Einordnung der Bilder zeigt, dass diese Arbeiten zu unterschiedlichen Zeiten ausgeführt worden sind. Am ältesten ist die auf der Rückseite erkennbare, wohl als Christus oder Krieger zu interpretierende Figur, die bereits im 12. Jahrhundert in den Stein gemeißelt worden ist. Kreuz und Horn dürften hingegen wohl erst während des 13. bis 15. Jahrhunderts gefolgt sein. Ob das heute allgemein als „Wartislawstein“ bekannte Monument tatsächlich zur Ehrung oder zum Gedenken an den 1135 ermordeten Pommernherzog Wartislaw I. gesetzt wurde, bleibt hingegen zweifelhaft, da der Stein erst seit dem 19. Jahrhundert diesen Namen trägt.“
Demzufolge ist wohl der Stein so zu interpretieren: Er wurde nach der Tötung Wartislaws von seinem Bruder Ratibor als Gedenk- oder Sühnestein mit der Figur auf der heutigen Rückseite aufgestellt. Aus Unkenntnis der geschichtlichen Zusammenhänge wurde er später (13.–15. Jahrhundert) als Grenzstein zwischen Kloster und Dominal (Kreuz - Horn) weiterverwendet und dafür die beiden Symbole eingearbeitet. Erst bei der Versetzung um 1850 erinnerte man sich der alten Tötungslegende und bezeichnete den Stein als „Wartislawstein“.
Der Stein wurde mehrfach lokal versetzt. Der Erkenntnis nach soll er ca. 300 m südöstlich vom jetzigen Standort auf dem Acker gestanden haben. Er sollte dort den vermuteten Tatort des Mordes kennzeichnen. Beim Bau der Steinbahn (heutige Bundesstraße 110) um 1850 wurde er an die jetzige Stelle versetzt.
Um 2005 musste die neben ihm wachsende Kiefer entfernt werden, weil das Risiko bestand, dass sie den Stein schädigt.

## Beschreibung
Der Stein besteht aus rotem Granit. Er ist ein Flachstein und ragt etwa 1,0 m über dem Erdreich auf. Er ist ca. 0,9 m breit und 0,4 m dick. Die Vorderseite wird durch ein lateinisches Kreuz sowie ein Trinkhorn geziert. Dieses Bild soll den von Wartislaw geförderten Sieg des Christentums über das Heidentum versinnbildlichen.
Bei günstigem Lichteinfall mit Schattenwurf ist auf der Rückseite des Steins – durch Verwitterung nur fragmenthaft – eine menschliche Gestalt in einer Rahmenlinie zu erkennen.